# HC Dinamo Poltava
Le HC Dinamo Poltava est un club de handball situé à Poltava en Ukraine. 

## Palmarès
- Championnat d'Ukraine  (1): 2012
- Coupe d'Ukraine (1) : 2012